# Soldagem por feixe de elétrons

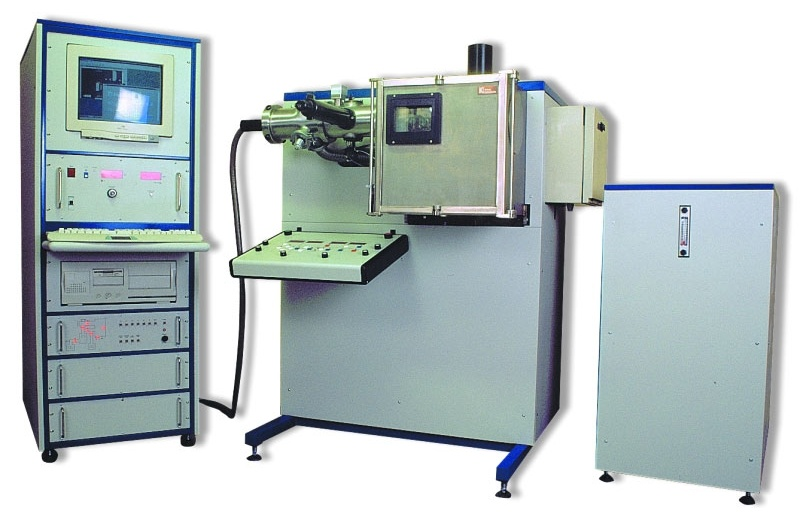
Uma máquina de solda por feixe de elétrons

Soldagem por feixe de elétrons (sigla EBW, do inglês electron beam welding) é um processo de solda por fusão no qual um feixe de elétrons de alta velocidade é aplicado aos materiais sendo unidos. As peças em trabalho fundem devido a energia cinética dos elétrons se transformada em calor com o impacto, e o metal de preenchimento, se usado, também funde para formar parte da solda. A solda é frequentemente feita em condições de vácuo para prevenir dispersão do feixe de elétrons. 

## História
O processo foi desenvolvido pelo físico alemão Karl-Heinz Steigerwald, que estava no período trabalhando em várias aplicações do feixe de elétrons, percebeu e desenvolveu a primeira máquina de solda de feixe eletrônico prática que começou a operar em 1958.

## Possíveis problemas e limitações
Uma das limitações deste processo é o alto custo do maquinário, mas indicado para fabricação de peças em linhas de produção do que para processos de manutenção ou para produção localizada. 